# 岩本初恵
岩本初恵（いわもと はつえ、1961年3月23日 - ）は、日本の実業家。佐賀県東松浦郡肥前町（現在の同県唐津市）出身。株式会社愛しとーと（2014年10月10日に「株式会社HRK」から商号変更）の代表取締役。唐津大使、佐賀県みやき町の女性活躍推進大使、なかがわ大使。 学校法人杉森学園理事長。

## 人物
1998年に愛しとーとの前身となる企業「株式会社エイチ・アール・ケイ・ハルカ」を立ち上げ、健康食品、特にコラーゲン補給食品を中心とした美容・健康商品を開発し、モンドセレクションの最高優秀品質賞を受賞、スタンダード&プアーズによる「AA」格付けの評価を得る。
愛しとーとの本拠地である福岡県・佐賀県を中心とした地域貢献活動に積極的に取り組み、自らの出生地である唐津市から親善大使の「唐津大使」に任命される。少年院退院者や刑務所出所者などの社会復帰の支援に尽力。
福岡県更生保護協会の理事や、福岡県就労支援事業者機構の理事、春日警察協議会の協議会委員を務めている。
福岡県福津市にある宮地嶽神社に「光の道の展望台」を設置。
メディアへも積極的に登場し、著書のほか、ラジオパーソナリティー・ディスクジョッキー、テレビコメンテーターとしてレギュラー番組を持つ。

## 受賞
- 2013年1月30日、紺綬褒章を受章。

## 出演

### テレビ
太字は現在出演中の番組
- ももち浜ストア 夕方版 → ももち浜S特報ライブ（テレビ西日本、毎週金曜日出演）
- ももち浜ストア（テレビ西日本、毎週月曜日出演）
- かちかちLIVE（サガテレビ、毎週木曜日出演）
- マルっと！（KTNテレビ長崎、毎週水曜日出演）
- からふる（熊本放送、金曜日出演）

### ラジオ
- 岩本初恵の「ハッピートーク」 TBSラジオ 毎週 日曜日 6:40 - （プレシャスサンデーに内包）
- 岩本初恵の「あしたはきっと晴れるから」 RKBラジオ 毎週 日曜日 17:10 - 17:25、 MBSラジオ 毎週 日曜日 17:45 - 18:00
- 岩本初恵の「心のおまじない」 KBCラジオ 毎週 日曜日 7:00 - 、ABCラジオ 毎週 日曜日 9：45 - 、 東海ラジオ 毎週 日曜日 9：40 -
- 岩本初恵の「幸せをつれてくる言葉」、熊本放送 毎週 月・水曜日 13:55 - 14:00、ラジオ関西  毎週 水・木曜日 15:40 - 15:45（時間です!林編集長に内包）、STVラジオ 毎週 水・木曜日 11:25 - 11:30（工藤じゅんきの十人十色に内包）、KBCラジオ 毎週 月・火曜日 10:45 - 10:50（アサデス。ラジオに内包）

## 著作
- HRKの幸せ社員食堂（2012年5月、主婦と生活社）
- おしゃれ気分上々200%アップ（2012年10月1日、メディア・パル）

## 雑誌連載
- 週刊誌 『女性セブン』 毎月第1週目発売号に掲載
- 雑誌 『ゆうゆう』 毎月掲載 「人生いろいろ相談室」